# 安娜·卡斯柏札克
安娜·卡斯柏札克（丹麥語：Anna Kasprzak，1989年12月8日—）是一名丹麥女子馬術運動員。她曾代表丹麥參加2012年及2016年夏季奧林匹克運動會。她的最佳奧運成績是在2012年，當時她與丹麥隊在團體比賽中獲得第4名。同時，她的最佳個人奧運成績是在2016年取得的第14名
卡斯柏札克代表丹麥參加了在法國諾曼底舉行的2014年世界馬術運動會和兩次欧洲盛装舞步锦标赛（2013年和2015年）。在2013年於丹麥海寧舉行的歐洲錦標賽上，她隨丹麥隊獲得第四名。她還參加了兩屆盛装舞步世界杯決賽（2013年和2016年），分別獲得第八和第五名。
卡斯柏札克在各種歐洲青少年和青年騎手錦標賽中贏得了多枚獎牌。
她的母親漢妮·圖斯堡·卡斯柏札克是丹麥鞋類品牌ECCO的所有者及董事長。

## 外部連結
- 安娜·卡斯柏札克 （页面存档备份，存于）在國際馬術總會的資料